# Alta Lusácia

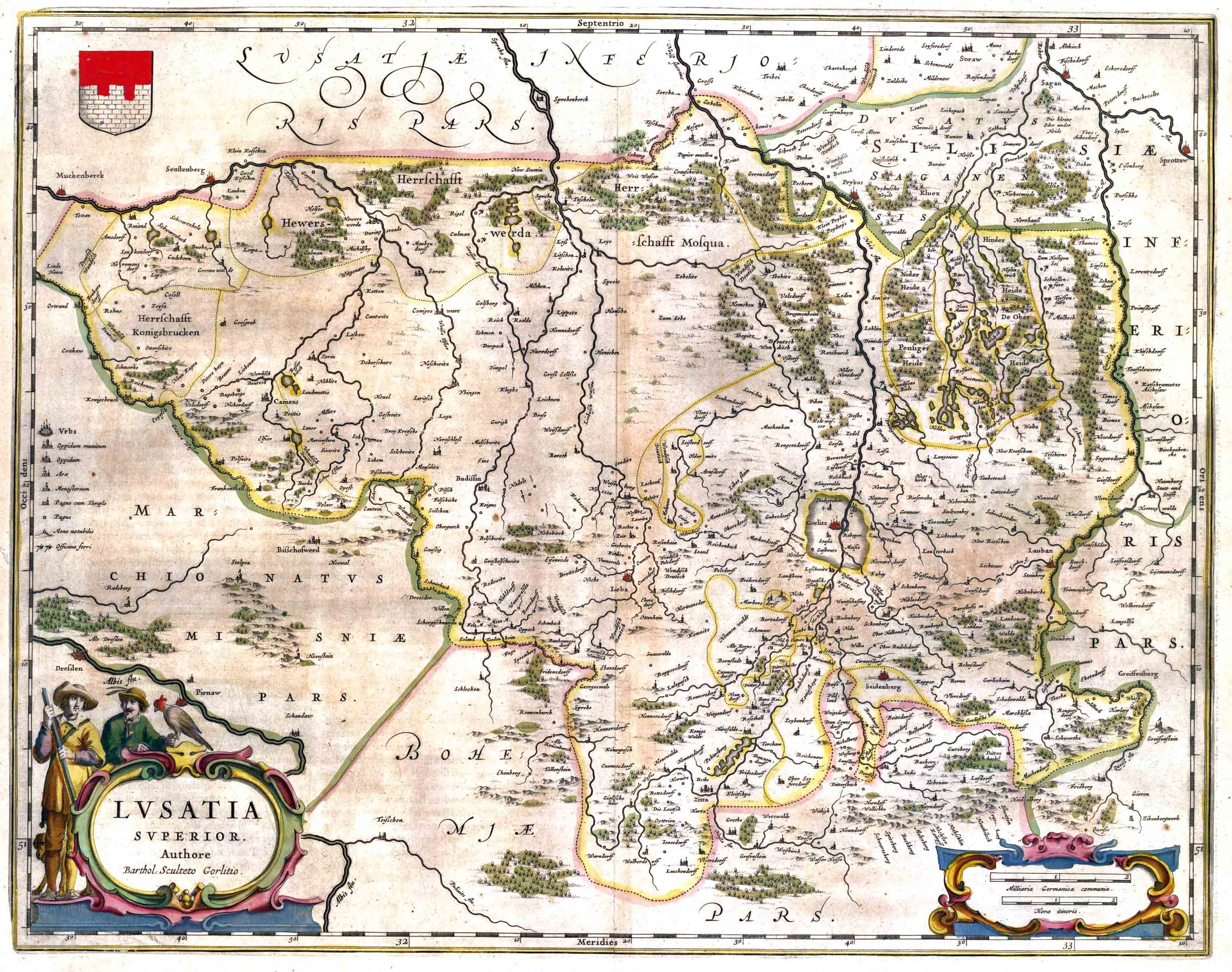
Mapa da Alta Lusácia

A Alta Lusácia (em alemão Oberlausitz, em alto sorábio Hornja Łužica) é uma região no leste da Alemanha. É a parte de sul da Lusácia. A maior parte da Alta Lusácia histórica pertence à Saxônia, algumas partes a este e norte são território da Polónia e do estado alemão de Brandemburgo. 
Atualmente a Alta Lusácia conta com 800 mil habitantes, aproximadamente 40 mil fazem parte do povo eslavo dos sórbios. Os maiores municípios da Alta Lusácia são Görlitz (juntamente com a parte polaca Zgorzelec com cerca de 90 mil habitantes), Bautzen (39 mil), Hoyerswerda (35 mil), Zittau (25 mil) e Lubań (22 mil). 